# Budynek Zespołu Szkół Gastronomicznych w Bydgoszczy
Budynek Zespołu Szkół Gastronomicznych w Bydgoszczy – zabytkowy budynek oświatowy, położony przy ul. Konarskiego 5 w Bydgoszczy.

## Położenie
Budynek znajduje się w centrum Bydgoszczy, w zachodniej pierzei ul. Konarskiego. Od wschodu sąsiaduje z parkiem Kazimierza Wielkiego.

## Historia
Budynek został wzniesiony w latach 1882-1884 dla Wyższej Szkoły dla Dziewcząt (niem. Höhere Mädchenschule). Autorem projektu był miejski radca budowlany Wilhelm Lincke.
Była to dziesięcioletnia szkoła średnia, dająca wykształcenie ogólne. Uczennice pobierały lekcje języka francuskiego, a od 1907 r. także łacińskiego. W 1882 r. założono także trzyletnie seminarium kształcące nauczycielki dla szkolnictwa żeńskiego. Mimo wysokiego czesnego napływ kandydatek był bardzo duży i przekraczał możliwości lokalowe budynku.
W latach 1909–1911 wyższa szkoła dla dziewcząt uległa reorganizacji na: liceum miejskie, czteroletnie seminarium nauczycielskie oraz dwuletnią szkołę dla wychowawczyń żłobków i przedszkoli (niem. Frauenschule). W szkołach tych uczyły się głównie dziewczęta pochodzenia niemieckiego.
Od 1920 r. w budynku mieściła się Żeńska Szkoła Wydziałowa, której w 1928 r. nadano imię Marii Konopnickiej. Był to typ szkoły pośredniej między powszechną a średnią, o kierunku ogólnokształcącym z elementami kształcenia zawodowego.
Nauka w szkole była płatna i trwała 6 lat. Na początku swojej działalności liczyła 194 uczennic, a w 1925 r. – 719. Większość uczniów pochodziła z Bydgoszczy i okolic, a udział dzieci pochodzenia robotniczego w 1930 r. sięgał ok. 15%. Duży nacisk kładziono na prace ręczne, czemu sprzyjały dobrze wyposażone pracownie przedmiotowe. Kres istnieniu szkoły położyła ustawa o ustroju szkolnictwa z 1932 r. likwidująca szkolnictwo wydziałowe. W 1935 r. placówkę połączono ze szkołą męską i przeniesiono do budynku przy ul. Chwytowo 16.
Od 1936 roku w opuszczonym budynku umieszczono Prywatne Żeńskie Gimnazjum Krawieckie, zaś po II wojnie światowej w 1946 r. – Publiczną Szkołę Spożywczą nr 6 z wydziałami: piekarskim, cukierniczym i rzeźnickim.
W 1952 r. do gmachu wprowadzono zawodową szkołę odzieżową oraz szkołę gastronomiczną. W latach 1952–1957 było to Technikum Gastronomiczne i Zasadnicza Szkoła Gastronomiczna o specjalności: żywienie zbiorowe, kucharz. W 1978 r. zmieniono nazwę na Zespół Szkół Gastronomicznych i Odzieżowych w Bydgoszczy, a w roku 1984 przekształcono w Zespół Szkół Gastronomicznych. W jego skład wchodziły: Zasadnicza Szkoła Gastronomiczna, Technikum Gastronomiczne, Technikum Gastronomiczne dla Pracujących, a od 1990 r. także Liceum Zawodowe o specjalności kelner bufetowy.

## Architektura
Budynek został wzniesiony w stylu eklektycznym. Jest dwupiętrowy, podpiwniczony, nakryty niskim dachem czterospadowym. Bryła posiada bogatą artykulację, niewielkie skrzydła boczne, ryzalit środkowy od frontu oraz wydatne w elewacji tylnej. Nietynkowana elewacja zdobiona jest ceglanymi fryzami. Kondygnacje wydzielone są gzymsami i szerokimi nyżami o geometrycznych wzorach. Całość zwieńczona jest wydatnym okapem, wspartym na kroksztynach. Okna są zamknięte półkoliście, zaś drzwi główne i boczne ujęte uskokowymi portalami.

## Galeria

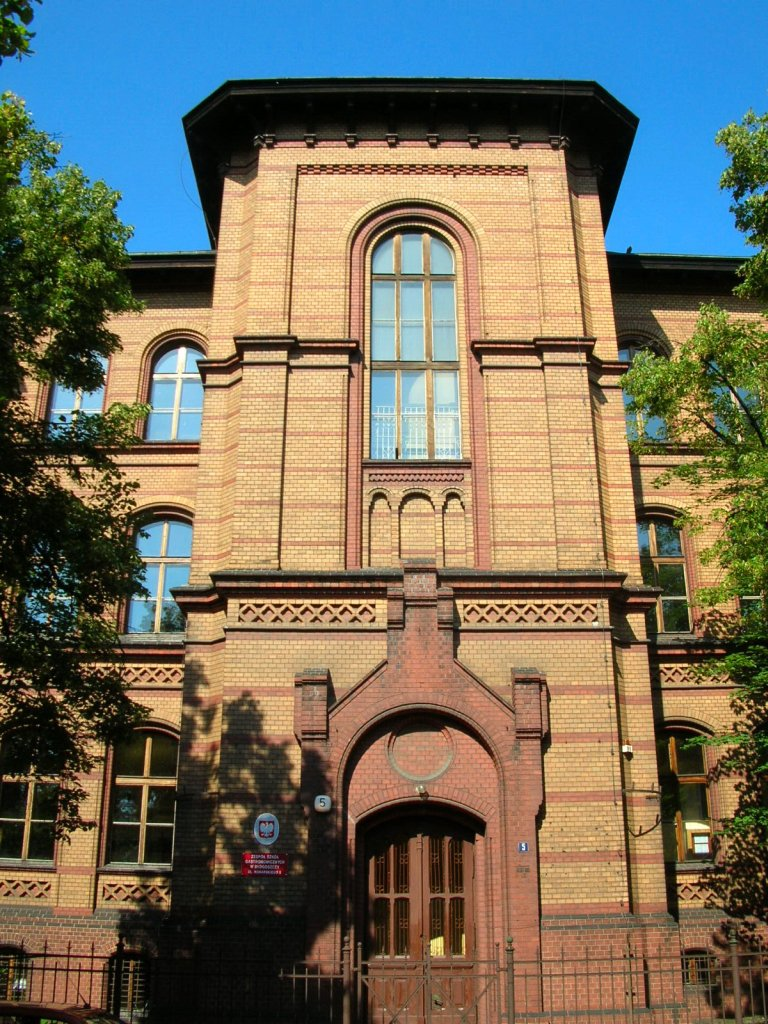
Ryzalit frontowy
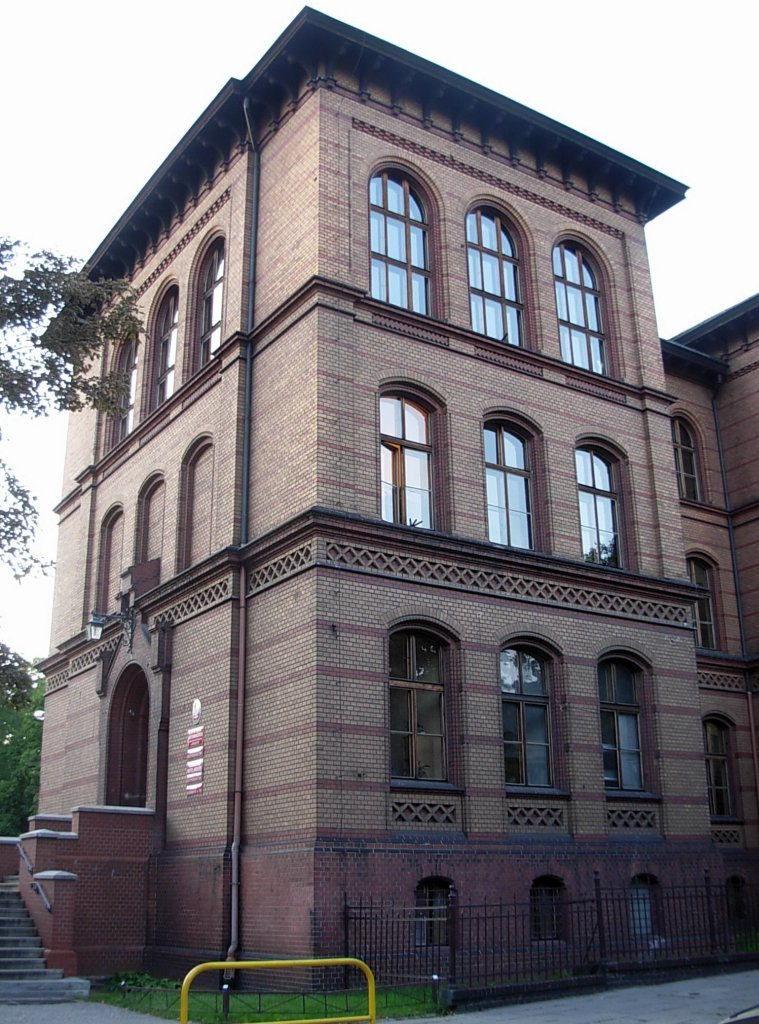
Ryzalit boczny
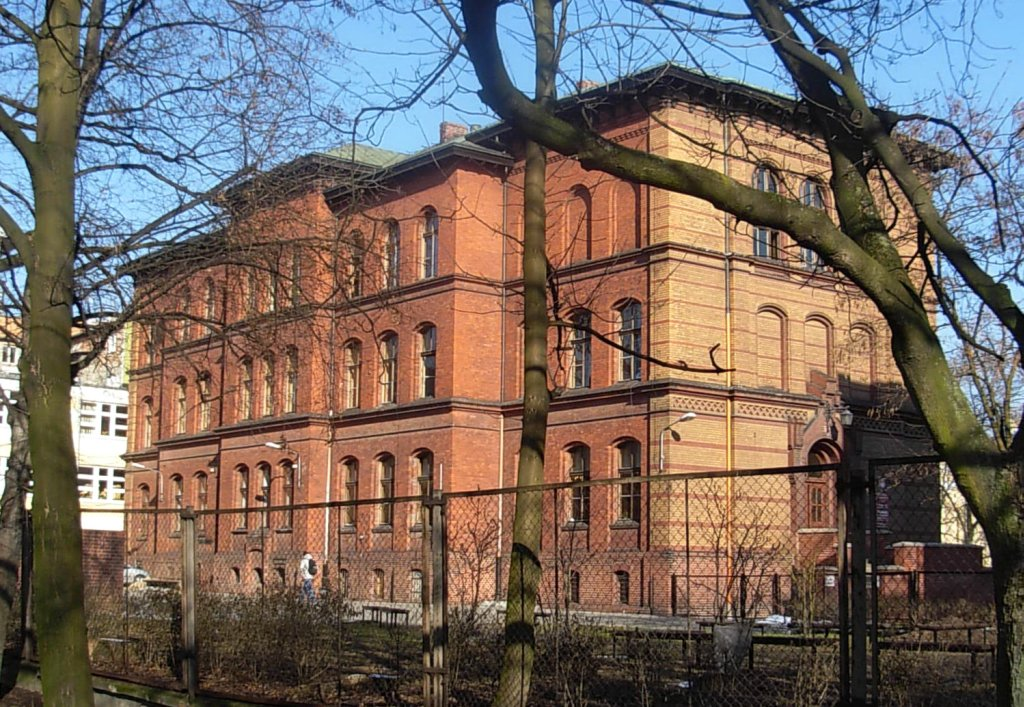
Widok z parku Kazimierza Wielkiego